# Protomerulius africanus
Protomerulius africanus är en svampart som först beskrevs av Leif Ryvarden, och fick sitt nu gällande namn av Leif Ryvarden 1991. Protomerulius africanus ingår i släktet Protomerulius, ordningen Auriculariales, klassen Agaricomycetes, divisionen basidiesvampar och riket svampar.   Inga underarter finns listade i Catalogue of Life.